# منتخب جامايكا لاتحاد الرغبي
منتخب جامايكا الوطني لاتحاد الرغبي (بالإنجليزية: Jamaica national rugby union team)‏ هو ممثل جامايكا الرسمي في المنافسات الدولية في اتحاد الرغبي .